# .460 Steyr
Cartușul .460 Steyr (11,6 × 90 mm Grillmayer) este un cartuș cu percuție centrală produs de fabricantul de arme Steyr Mannlicher⁠(d), dezvoltat pentru puști cu lunetă. În timpul dezvoltării, caracteristici importante pentru utilizarea militară, precum capacitatea de penetrare a blindajului sau trasorul, nu au fost luate în considerare. Cartușul a fost prezentat pentru prima dată în februarie 2004 la ShotShow-2004 în Las Vegas, împreună cu modelul Steyr HS .50⁠(d).
Cartușul a fost proiectat de Horst Grillmayer în 2002, iar proiectilul a fost conceput de Guido Wasser. Producția a început în jurul anului 2004, odată cu lansarea modelului Steyr HS .460. Muniția a fost dezvoltată pentru puști de precizie destinate tirului sportiv, având ca obiectiv tragerea la distanțe mari și evitând calibrul NATO de 12,7 × 99 mm (.50 BMG⁠(d)), a cărui utilizare este interzisă în multe țări europene în scopuri neoficiale. Muniția poate fi de interes și pentru armatele desfășurate în misiuni externe, cărora li s-a interzis utilizarea muniției de 12,7 mm în operațiuni de menținere a păcii.

## Prezentare generală
Forma exterioară a cartușului .460 Steyr este foarte similară cu cea a cartușelor de 12,7 × 99 mm, dar are o carcasă mai scurtă și un gât mai îngust, ceea ce duce la o presiune crescută a gazelor. Proprietățile balistice ale cartușului .460 Steyr sunt, în mare parte, similare cu cele ale cartușului de 12,7 × 99 mm.
Muniția este comparabilă și cu alte cartușe speciale, cum ar fi .408 Chey Tac sau .416 Barrett, care au fost dezvoltate ca calibre speciale pentru puști de precizie, destinate utilizării la distanțe mari.